# Olympia (Manet-kép)
Az Olympia című festmény Édouard Manet alkotása, amely a párizsi Musée d’Orsay gyűjteményének része.

## Keletkezése
A képen egy alacsonyabb osztályból származó prostituált látható. A festmény egy rejtett, a francia polgárság előtt mégis jól ismert valóságot ábrázol. Célzottan provokatív, az 1865-ös párizsi képkiállításon sokkolta is a látogatókat. A felháborodott műkritikusok obszcénnek és alantasnak nevezték az alkotást. Felrótták a művésznek, hogy modelljének bőre sárga, lába piszkos, tekintete szégyentelen, a póz, amelyben fekszik, szemérmetlen. A meztelen nő modellje, Victorine Meurent volt, akit Manet sokszor megfestett, például a Reggeli a szabadban és A vasút című képén.
Az Olympia egyértelmű utalás Tiziano Vecellio 1538-ban festett Urbinói Venusára, illetve Francisco José de Goya y Lucientes 1799 és 1800 között készült Meztelen Maja című képére. Szemben azonban Tiziano képével, nem egy mitologikus, allegorikus alak, hanem egy testét nem szégyellő nő bizalmas és egyedi portréja. A nő egy kurtizán, amit már a cím egyértelműen jelez: Olympiának a prostituáltakat nevezték a korban. A fekete szolgálólány által alkalmazójának mutatott virágcsokor pedig azt jelzi, hogy új vendég érkezett, aki a kurtizán tekintetéből ítélve nem lehet más, mint a festmény szemlélője.
A képről úgy tartják, hogy Charles Baudelaire 1857-es kötete, A Romlás virágaiban szereplő sorok ihlették. A festményt Az ékszerek című vers kíséretében állították ki, ami fokozta a botrányt.
Az Olympia „Szakítás az olasz reneszánszig visszanyúló hagyománnyal és a modern festészet nyitánya, amely nem idealizál, a realitást ábrázolja, akárcsak később Degas vagy Toulouse-Lautrec festményei vagy az irodalomban Zola Nanája” – fogalmazott a képről Magyar Miklós.